# Кур (племя)
Кур, Корка или Курка — одно из коларийских племён в Центральной Индии, существовавшее ещё к началу XX века.
Все курки были язычниками и, хотя со всех сторон были окружены дравидами и гондами, сохраняли свой коларийский язык — корку. Курки стояли на очень низкой ступени культурного развития и не знали письменности.
Словари их языка изданы в XIX веке в Индии британскими исследователями:
- у Далтона (Edward Tuite Dalton; 1815—1880), в труде «Descriptive Ethnology of Bengal» (Калькутта, 1872)[1];
- у Хислопа[англ.] (1817—1863) в труде «Aboriginal Tribes of Central Provinces» (Нагпур, 1866)[1].